# 호소카와 정권 (센고쿠 시대)
호소카와 정권(일본어: 細川政権 ほそかわせいけん[*])은 메이오 2년(서기 1493년)에서 덴분 18년(서기 1549년)까지 지속된 센고쿠 시대의 무가정권이다.